# Nancy Condee
Nancy Condee est professeur à l'université de Pittsburgh en Pennsylvanie (États-Unis), au département des langues et de littérature slaves à la tête du département d'études culturelles de 1995 à 2006  Elle est spécialisée dans l'étude du cinéma russe et soviétique et de la politique culturelle russe 

## Œuvres
Nancy Condee est Philosophiæ doctor de l'université Yale.
Elle est co-organisatrice avec  Vladimir Padunov, du Symposium du film à Pittsburgh, qui se tient tous les ans au mois de mai à l'Université de Pittsburgh. Son ouvrage récent The Imperial Trace: Recent Russian Cinema a remporté le prix du livre Catherine Singer Kovacs de la Société pour l'étude du Cinéma et des médias   Ce livre a été publié par Oxford University Press, et est consacré au cinéma russe contemporain.
Elle est co-auteure, avec Eugénie Zvonkine, Joël Chapron et d'autres co-auteurs, de l'ouvrage paru en France en 2017 : Cinéma russe contemporain, (r)évolutions. Elle y traite particulièrement de la période qui a suivi la disparition d'Alexeï Balabanov ainsi que du groupe des Nouveaux Calmes. 
Elle est membre du jury du festival Kinotavr 2017.